# ジャーゴンファイル
ジャーゴンファイル（英: jargon file）とはハッカーの俗語をまとめた用語集のことである。元々、ジャーゴンファイルはマサチューセッツ工科大学人工知能研究所やスタンフォード大学人工知能研究所、それにBBNテクノロジーズ社やカーネギーメロン大学、ウースター工科大学を含めた古いアーパネットの人工知能、LISP、PDP-10コミュニティの技術文化から生まれたハッカーの俗語をまとめたものであった。

## 1975年から1983年
ジャーゴンファイル（以降は jargon-1 あるいは単にファイルと呼ぶ）は1975年にスタンフォード大学のラファエル・フィンケルによって始められた。この時から1991年にスタンフォード大学のコンピューターが最終的に停止するまで、ファイルは「AIWORD.RF[UP,DOC]」という名前でそこにあった。一部の用語の起源はそれよりも相当古くからあるものである。例えば、frob や moby の一部の意味はマサチューセッツ工科大学の Tech Model Railroad Club まで遡ることができ、少なくとも1960年代の初頭まで遡ることができると信じられている。jargon-1 の改訂には版数がつけられておらず、まとめて「バージョン1」とみなされることもある。
1976年にマーク・クリスピンはスタンフォード大学のコンピューターでファイルに関する告知を見て、FTP でファイルをマサチューセッツ工科大学にコピーした。彼はファイルの内容が「AI用語」に限定されていないことに気づき、自分のディレクトリ内に「AI:MRC;SAIL JARGON」というファイル名で保存した。
ファイルは「JARGON >」に改名され、マーク・クリスピンとガイ・スティール・ジュニアによって様々な内容の充実が行われた。不幸にも、この活動の間、だれもがジャーゴン（専門用語）という用語をスラング（俗語）に訂正することに思い至らず、訂正しようとしたときには辞典はジャーゴンファイルという名で広く知れ渡っていた。おそらくはこの「専門用語」という言葉が辞典がまじめなものであるという誤った印象を与えるもととなった。
ラファエル・フィンケルはその後すぐに活動への関与からはずれ、ドン・ウッズがファイルのスタンフォード大学側連絡係となった。以降、ファイルはスタンフォード大学とマサチューセッツ工科大学に複製が置かれ、定期的に同期がとられた。
ファイルは1983年頃まで時々思い出したように拡張された。リチャード・ストールマンはこの頃の有名な寄稿者であり、マサチューセッツ工科大学やITS関連の多くの造語を付け加えた。
1981年の春にはチャールズ・スパージェンという名のハッカーによってファイルからかなりの部分がスチュワート・ブランドの「CoEvolution Quarterly」（第29号の26-35ページ）にフィル・ワドラーとガイ・スティール・ジュニアの挿絵とともに掲載された。ファイルが印刷物として出版されたのはこれが最初のようである。
後期のバージョンの jargon-1 が、大衆市場向けの解説を加えて拡充され、ガイ・スティール・ジュニアの編集によって、「The Hacker's Dictionary」という題で書籍として出版された。他の jargon-1 の編集者（ラファエル・フィンケル、ドン・ウッズ、マーク・クリスピン）もこの改訂に寄与しており、リチャード・ストールマンとジェフ・グッドフェローも寄与した。この本（現在は絶版である）をこれ以降は「Steele-1983」と呼び、前述の6人をこの本の共著者と呼ぶ。

## 1983年から1990年
Steele-1983 の出版の直後、ファイルの拡大と変更は事実上停止した。元々、これはファイルの更新を一時的に停止することによって Steele-1983 の出版を容易にさせるためのものであったが、外部の状況の変化によってこの「一時的」な停止は恒久的なものになった。
人工知能研究所の文化は1970年代の後期に予算の削減と、それにともなって内製のソフトウェアのかわりにベンダーによってサポートされたハードウェアとプロプライエタリなソフトウェアを可能な限り使用するようにとの管理上の決定が行われたことによって大きな打撃を受けた。マサチューセッツ工科大学ではほとんどの人工知能研究は専用のLISPマシンに変更された。また、同時期の人工知能技術の商用化により、人工知能研究で最も優秀で才能のある人材がマサチューセッツ州の128号線沿いの新興企業や西のシリコンバレーに出て行ってしまった。こうした新興企業がマサチューセッツ工科大学の LISP マシンを構築した。中心となるマサチューセッツ工科大学の人工知能コンピュータは人工知能ハッカーが愛したITSのホストではなく、TWENEXシステムとなった。
スタンフォード大学人工知能研究所は1980年頃には実質的に活動が中止されていた。それでもスタンフォード大学のコンピュータは計算機科学学部の資産として1991年まで動き続けた。スタンフォード大学は主要な TWENEX サイトとなり、一時は10台以上の TOPS-20 システムが稼働していた。しかし1980年代の中頃にはほとんどの興味深いソフトウェア開発は新しく現れた BSD UNIX 標準仕様の上で行われていた。
1983年5月にはファイルを育んだ PDP-10 中心の文化はディジタル・イクイップメント・コーポレーションのジュピター計画中止によって致命的打撃を被った。すでに散り散りになっていたファイルの編纂者は他の物事に移った。Steele-1983 は著者たちにとって失われつつあった伝統を記念するものとなった。この時点では関係者の中にはファイルの影響がどれだけ広い範囲に渡っていたかを認識していたものはいなかったのである。
1980年代の中頃にはファイルの内容はすでに古いものとなっていた。しかしファイルを中心として成長した伝説は失われることはなかった。書籍とアーパネットから取り寄せられたソフトコピーはマサチューセッツ工科大学とスタンフォードからはほど遠い文化にまで広まっていた。ファイルの内容はハッカーの言語やユーモアに強い影響を与え続けた。マイクロコンピュータ時代の到来などによってハッカー界が爆発的に膨張しても、ファイルは一種の神聖不可侵の叙事詩、「研究所の騎士」による英雄的功績を記録したハッカー文化版の「Matter of Britain」（アーサー王と円卓の騎士の伝説集）として見られていた。ハッカー界全体の変化の速度は非常に加速したが、ジャーゴンファイルは生きた文書からイコンとなり、7年間に渡ってほとんど手つかずのまま残された。

## 1990年以降
新しい改訂は1990年に始まり、後期の版の jargon-1 のほぼテキスト全体が含まれていた（一部の廃れた PDP-10 関連の項目は Steele-1983 の編集者たちと慎重に相談した上で取り除かれた）。この版には Steele-1983 の約8割が取り込まれた。一部の構成要素と今では歴史的興味の対象でしかない Steele-1983 で導入された項目は省略された。
新しい版は古いジャーゴンファイルよりも広い範囲を対象とした。人工知能や PDP-10 ハッカーの文化だけでなく、真のハッカー気質が存在する技術的なコンピュータ文化全体をカバーすることを目的としていたのである。今では半分以上の項目が Usenet に起源があり、現在C言語と UNIX 利用者の間で使用されている用語を表している。また IBM PCプログラマ、Amigaファン、Macintosh 愛好者、IBMメインフレーム界などの他の文化からも用語を集める努力も行われている。
エリック・レイモンドが現在のファイルを保守しており、ガイ・スティール・ジュニアがそれを手伝っている。レイモンドは書籍版である「The New Hacker's Dictionary」の代表編集者でもある。一部には新しいメンテナが自分自身が発明した用語を追加している。ジャーゴンファイルを歴史的に興味深い一つの文化の記録から技術用語の一般的な辞典に変えてしまったなどと批判するものもいる。レイモンドはこうした懸念に対して jargon.org ウェブサイト内で応えている。また古い版のジャーゴンファイルは多くのサイトに保存されている。

## 書誌情報
- ガイ・スティール ほか共著『ハッカー英語辞典』犬伏茂之 訳、自然社(出版) 産学社(発売)〈自然社ペーパーバックス〉、1989年10月。ISBN 4-7825-7006-6。 - 原題: The hacker’s dictionary、Steele-1983 の日本語訳。
- エリック・レイモンド 編『ハッカーズ大辞典』ガイ・スティール 絵、福崎俊博 訳、アスキー〈アスキー・ブックス〉、1995年9月。ISBN 4-7561-0374-X。 - 原題: The hacker’s dictionary、第二版
- エリック・レイモンド 編『ハッカーズ大辞典』ガイ・スティール 絵、福崎俊博 訳（改訂新版）、アスキー〈アスキー・ブックス〉、2002年6月。ISBN 4-7561-4084-X。 - 原題: The New Hacker’s Dictionary、第三版
- エリック・レイモンド, ed (1996). The New Hacker's Dictionary (第三版 ed.). マサチューセッツ工科大学出版局. ISBN 0-262-68092-0